# Nirvana (wiersz Sidneya Laniera)

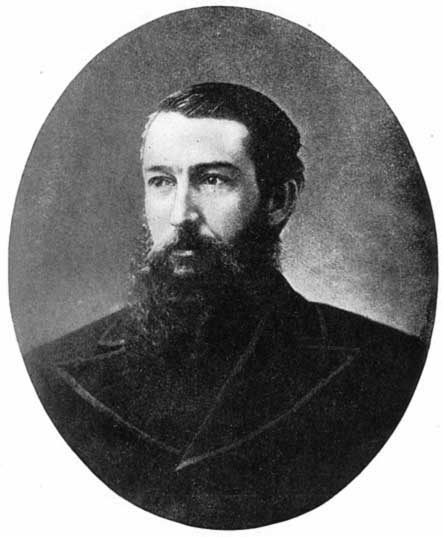
Sidney Lanier

Nirvana – wiersz amerykańskiego poety Sidneya Laniera, napisany w 1869 roku w Macon, opublikowany w czasopiśmie „The Southern Magazine” w 1871. Utwór został przedrukowany w zbiorowym, pośmiertnym wydaniu liryków poety, przygotowanym przez jego żonę i opatrzonych wspomnieniem o autorze pióra Williama Hayesa Warda. Tom ten ukazał się w 1884 i został wznowiony w 1909.

## Forma
Wiersz został napisany strofą czterowersową, przy czym ostatni wers jest każdorazowo wyraźnie krótszy od pozostałych. Utwór składa się z osiemnastu zwrotek, rymowanych według schemat aaaR, gdzie w roli refrenu R występuje tytułowe słowo nirvana.
Through seas of dreams and seas of phantasies,
Through seas of solitudes and vacancies,
And through my Self, the deepest of the seas,
I strive to thee, Nirvana.
W wierszu można zaobserwować typowe dla eufonicznego (muzykalnego) stylu poety środki stylistyczne z zakresu instrumentacji głoskowej, w tym aliteracje: Sunrise and noon and sunset and strange night; The silence ground my soul keen like a spear.

## Treść
Wiersz jest wyrazem zainteresowania religią i filozofią Dalekiego Wschodu i stanowi bezpośredni zwrot do funkcjonującego w buddyzmie pojęcia nirwany, czyli stanu, w którym człowiek nie doznaje żadnych odczuć, a w szczególności cierpienia. 
O Suns, O Rains, O Day and Night, O Chance,
O Time besprent with seven-hued circumstance,
I float above ye all into the trance
That draws me nigh Nirvana.
W zwrotce siódmej poeta czyni aluzję do niedawno zakończonej wojny secesyjnej: I stood and scorned these foolish dead debates, / Calmly, calmly, Nirvana. Darrel Abel uważa, że omawiany wiersz odegrał kluczową rolę w uwolnieniu się poety od przeżyć wojennych.
Utwór został uznany za jeden z najlepszych wierszy Laniera. Brak informacji o jego przekładzie na język polski.